# Giulia Latini
Giulia Latini (1º settembre 1991) è una velocista e ostacolista italiana.
È stata sei volte campionessa italiana assoluta della staffetta 4×100 metri, quattro volte con la squadra del Gruppo Sportivo Forestale e due volte con quella del Centro Sportivo Carabinieri.

## Palmarès
| Anno | Manifestazione    | Sede    | Evento         | Risultato       | Prestazione | Note |
| ---- | ----------------- | ------- | -------------- | --------------- | ----------- | ---- |
| 2010 | Mondiali juniores | Moncton | 400 m hs       | Batteria        | 1'00"20     |      |
| 2010 | Mondiali juniores | Moncton | 4×400 m        | Batteria        | 3'43"69     |      |
| 2019 | Giochi europei    | Minsk   | Salto in lungo | 30ª (in finale) | 5,61 m      |      |

## Campionati nazionali
- 6 volte campionessa italiana assoluta della staffetta 4×100 m (dal 2013 al 2018)
- 1 volta campionessa italiana juniores dei 400 m piani (2010)

2008
- Bronzo ai campionati italiani allievi indoor (Ancona), 60 m piani - 7"80
- Eliminata in batteria ai campionati italiani assoluti indoor (Genova), 60 m piani - 7"73
- Eliminata in batteria ai campionati italiani assoluti (Cagliari), 400 m hs - 1'02"23

2010
- Bronzo ai campionati italiani juniores indoor (Ancona), 400 m piani - 56"87
- Argento ai campionati italiani juniores (Pescara), 100 m piani - 12"01
- Oro ai campionati italiani juniores (Pescara), 400 m hs - 59"98

2012
- Eliminata in batteria ai campionati italiani assoluti indoor (Ancona), 400 m piani - 58"76
- Eliminata in batteria ai campionati italiani promesse (Misano Adriatico), 400 m hs - 1'05"29
- Eliminata in batteria ai campionati italiani assoluti (Bressanone), 400 m hs - 1'01"76

2013
- Argento ai campionati italiani promesse (Rieti), 400 m hs - 1'01"45
- Eliminata in batteria ai campionati italiani assoluti (Milano), 400 m hs - 1'00"97
- Oro ai campionati italiani assoluti (Milano), 4×100 m - 45"43

2014
- Eliminata in batteria ai campionati italiani assoluti (Rovereto), 100 m piani - 12"12
- Eliminata in batteria ai campionati italiani assoluti (Rovereto), 200 m piani - 24"80
- Oro ai campionati italiani assoluti (Rovereto), 4×100 m - 45"06

2015
- Eliminata in semifinale ai campionati italiani assoluti indoor (Padova), 60 m piani - 7"64
- Eliminata in semifinale ai campionati italiani assoluti (Torino), 100 m hs - 14"36
- Oro ai campionati italiani assoluti (Torino), 4×100 m - 44"59

2016
- Eliminata in semifinale ai campionati italiani assoluti indoor (Ancona), 60 m piani - 7"58
- Eliminata in batteria ai campionati italiani assoluti indoor (Ancona), 60 m hs - 8"65
- Eliminata in batteria ai campionati italiani assoluti (Rieti), 200 m piani - 24"29
- 8ª ai campionati italiani assoluti (Rieti), 100 m hs - 14"75
- Oro ai campionati italiani assoluti (Rieti), 4×100 m - 45"13

2017
- Eliminata in semifinale ai campionati italiani assoluti indoor (Ancona), 60 m piani - 7"76
- Eliminata in batteria ai campionati italiani assoluti indoor (Ancona), 60 m hs - 8"63
- Eliminata in batteria ai campionati italiani assoluti (Trieste), 200 m piani - 24"67
- dnf ai campionati italiani assoluti (Trieste), 100 m hs
- Oro ai campionati italiani assoluti (Trieste), 4×100 m - 44"45

2018
- 6ª ai campionati italiani assoluti indoor (Ancona), 60 m hs - 8"37
- 4ª ai campionati italiani assoluti (Pescara), 100 m hs - 13"51
- Oro ai campionati italiani assoluti (Pescara), 4×100 m - 44"91

2019
- Argento ai campionati italiani assoluti, staffetta 4x100 m - 45"67